# SimpleNLG
SimpleNLG ist eine Open-Source-Software-Bibliothek zur Oberflächenrealisierung im Rahmen der Textgenerierung. Sie wurde erstmals 2009 veröffentlicht und wurde ursprünglich von Ehud Reiter entwickelt. Die Bibliothek ist unter Forschern verbreitet.
Seit Version 4.5.0 steht SimpleNLG unter der freien Mozilla Public License (MPL) 2.0. Bis einschließlich zur dritten Version stand SimpleNLG unter einer restriktiveren Lizenz die keine kommerzielle Nutzung erlaubt. Die Versionen 4.0 bis einschließlich 4.4.8 standen unter der MPL 1.0. Die Bibliothek ist in Java geschrieben, es existiert auch eine Portierung in C#.
Während die Originalversion nur Oberflächenrealisierung in englischer Sprache unterstützt, wurde die Bibliothek aufgrund ihrer großen Popularität inzwischen für mehr als sieben Sprachen adaptiert, unter anderem existiert auch eine deutsche Version.